# Saint-Rome-de-Cernon
 Saint-Rome-de-Cernon  (en occitano Sent Roma de Sarnon) es una población y comuna francesa, situada en la región de Mediodía-Pirineos, departamento de Aveyron, en el distrito de Millau y cantón de Saint-Affrique.

## Demografía
| 707 | 759 | 841 | 878 | 871 | 794 |
| Para los censos de 1962 a 1999 la población legal corresponde a la población sin duplicidades (Fuente: INSEE [Consultar]) |     |     |     |     |     |